# Musée de la capitale Yan de la dynastie des Zhou de l'Ouest
Le musée de la capitale Yan de la dynastie des Zhou de l'Ouest  (chinois : 西周燕都遗址博物馆) est un musée archéologique situé au sud-ouest de Pékin, sur le site de la ville qui fut la capitale de l'ancien État de Yan, pendant la Dynastie Zhou de l'Ouest. Le site est situé dans le village de Dongjialin, juste au nord de la commune de Liulihe (琉璃河镇), dans le district de Fangshan, à 43 km au sud du centre-ville de Pékin. Durant la dynastie des Zhou de l'Ouest, il y a plus de 3 000 ans, la colonie fortifiée de Liulihe a servi de capitale aux Yan, un État vassal de la dynastie Zhou. La découverte du site en 1962 est considérée comme l'une des 100 découvertes archéologiques majeures en Chine au cours du XXe siècle. Les objets découverts lors des fouilles du site, notamment des objets en bronze gravé et des chars, constituent les premières preuves archéologiques de l'existence d'un établissement urbain dans la région de la municipalité de Pékin. Le musée du site, géré par la municipalité, a ouvert ses portes en 1995.

## Site de Liulihe
L'ancienne ville de Liulihe mesurait 3,5 km d'est en ouest et 1,5 km du nord au sud, couvrant une superficie de 5,25 km2. Il y a à peu près 829 m du mur d'enceinte nord de la ville et 300 m du mur ouest qui sont toujours visibles dans les terres agricoles situées autour du musée,. Des douves de 2 m de profondeur entouraient la ville et un palais était situé à l'intérieur de cette dernière, juste au nord du centre-ville, avec des sites sacrificiels et des quartiers d'habitation à proximité. Les cimetières situés à l'extérieur de la ville, au sud-est plus précisément, sont divisés par la voie ferrée Pékin-Guangzhou en secteurs I et II. Le secteur I, datant de la dynastie Shang, est plus petit et contient des restes de sacrifices humains et canins.
Le secteur II, datant probablement de la dynastie Zhou, contient un plus grand nombre de tombes de nobles de grande et moyenne taille, où les fouilles ont permis de retrouver des chars et un riche ensemble d'objets funéraires. Au total, 200 tombes ont été découvertes, la plus grande contenant 42 chevaux sacrifiés. Plusieurs milliers d'objets en céramique, en ivoire, en jade, en os, en laque et en bronze, notamment des ustensiles de cérémonie en bronze et des armes, ont été découverts sur le site de Liulihe.
La découverte la plus importante faite à Liulihe est M1193, le tombeau du marquis de Yan, dans lequel ont été retrouvés deux objets en bronze portant des inscriptions. Ces deux bronzes commémorent les échanges entre Yan, l'État vassal, et les rois de la dynastie Zhou. Les inscriptions sur les bronzes décrivent la cérémonie d'investiture et le don de l'État vassal de Yan au duc de Shao, un des fils du roi Wen de Zhou et frère du duc de Zhou. Ces inscriptions corroborent le contenu du Shiji de Sima Qian, qui indique que lorsque le roi Wu de Zhou a vaincu la dynastie Shang et fondé la dynastie Zhou en 1045 av. J.-C., il a conféré des titres de noblesse aux vassaux de son domaine. Parmi ceux qui ont reçu ces titres figurent les dirigeants des États de Ji et Yan, deux États situés dans la zone géographique qui correspond actuellement à la municipalité de Pékin. L'identification de la capitale du Yan avec le site de Liulihe a été établie avec certitude grâce aux preuves archéologiques trouvée sur le site lors des fouilles. Les historiens pensent que la capitale de Ji est située plus au nord, près de l'actuelle Guang'anmen, dans le district de Xicheng.
Les objets découverts à Liulihe démontrent la richesse et l'importance politique de la capitale du Yan sous la dynastie Zhou de l'Ouest. Pendant la dynastie Zhou de l'Est, l'État de Yan conquiert l'État de Ji, situé plus au nord et déplace sa capitale de Liulihe à Ji, qui devint le centre urbain de la région de Pékin pendant les 2 000 années suivantes jusqu’au XIIIe siècle, lorsque le centre-ville est déplacé plus au nord sous la dynastie Yuan.
L'ancienne ville de Liulihe est découverte en 1962. Quatre fouilles archéologiques majeures sont entreprises entre 1972 et le début des années 1990. Le site intègre la liste des Sites historiques et culturels majeurs protégés au niveau national en 1988 et dès 1990, la création d'un musée est planifiée,. Le musée de la capitale Yan de la dynastie des Zhou de l'Ouest ouvre ses portes le 21 août 1995. En 1996, une carapace de tortue est  découverte dans H108. Dessus, sont gravées les initiales du roi Cheng de Zhou, le deuxième dirigeant de la dynastie Zhou qui régna de 1042 à 1020 av. Cet artefact a été utilisé comme repère chronologique dans le cadre du projet de chronologie Xia – Shang – Zhou.

## Musée
Le complexe du musée occupe 18 000 m2 de terrain sur le site de Liulihe. La salle d'exposition principale, d'une superficie de 3 000 m2, est divisée en sept salles, dont les salles des objets de cérémonie en bronze, des chars ensevelis, des récipients et armes de libation en bronze, ainsi que des céramiques et des laques. Au total, plus de 300 objets issus des fouilles et des centaines d’autres modèles et répliques sont exposés.

### Accès
Le musée est situé près du village de Dongjialin dans la commune de Liulihe, dans le district de Fangshan, à proximité de l'autoroute G4 et de la route nationale 107. Un parking est disponible.
Les lignes de bus de Pékin no 834, 835 et 835快 et les lignes de bus de Fangshan n° 房27 et 房39 desservent l'arrêt du musée qui porte le nom de "site de la dynastie Shang Zhou" (商周遗址站).

### Informations
L'entrée du musée est gratuite, il est fermé le lundi.

## Voir également
- Histoire de Pékin